# Philadelphia Eagles 2024
La stagione 2024 dei Philadelphia Eagles è stata la 92ª della franchigia nella National Football League, la quarta con Nick Sirianni come capo-allenatore. Con la loro vittoria della settimana 14 sui Carolina Panthers, assieme alle sconfitte di Atlanta Falcons e Arizona Cardinals, la squadra ottenne la matematica qualificazione ai playoff per il quarto anno consecutivo e il settimo degli ultimi otto. La settimana successiva battendo i Pittsburgh Steelers, gli Eagles migliorarono il loro bilancio di 11-6 della stagione precedente, conquistando la decima vittoria consecutiva per la prima volta nella loro storia. Nel penultimo turno Philadelphia si aggiudicò la vittoria della NFC East e, con quella vittoria, batté i Cowboys in entrambe le gare stagionali per la prima volta dal 2011. Con la vittoria sui New York Giants nell'ultimo turno gli Eagles chiusero la stagione regolare con un record di 14–3 per la seconda volta nelle ultime tre stagioni. Nel primo turno di playoff batterono i Green Bay Packers 22–10, dopo di che superarono i Los Angeles Rams 28–22 nel Divisional Round. Nella finale della NFC batterono i rivali di division dei Washington Commanders con un netto 55–23, qualificandosi per il Super Bowl LIX. Lì affrontarono i Kansas City Chiefs in una rivincita del Super Bowl LVII di due anni prima e questa volta a prevalere e a battere i bicampioni in carica fu Philadelphia, vincendo per 40–22 e conquistando il suo primo Super Bowl dal 2017. Miglior giocatore della partita fu premiato il quarterback Jalen Hurts che passò 2 touchdown e ne segnò uno su corsa, stabilendo un record del Super Bowl per un quarterback con 72 yard corse.

## Scelte nel Draft 2024
| Scelte degli Eagles nel Draft 2024 |        |                      |       |                   |
| Giro                               | Scelta | Giocatore            | Ruolo | College           |
| 1                                  | 22     | Quinyon Mitchell     | CB    | Toledo            |
| 2                                  | 40     | Cooper DeJean        | CB    | Iowa              |
| 3                                  | 94     | Jalyx Hunt           | DE    | Houston Christian |
| 4                                  | 127    | Will Shipley         | RB    | Clemson           |
| 5                                  | 152    | Ainias Smith         | WR    | Texas A&M         |
| 5                                  | 155    | Jeremiah Trotter Jr. | LB    | Clemson           |
| 5                                  | 172    | Trevor Keegan        | OG    | Michigan          |
| 6                                  | 185    | Johnny Wilson        | WR    | Florida State     |
| 6                                  | 190    | Dylan McMahon        | C     | NC State          |

## Staff
| Staff dei Philadelphia Eagles |
| --- |
| Organi dirigenziali - Chairman/CEO – Jeffrey Lurie - Presidente – Don Smolenski - General manager/vice presidente esecutivo – Howie Roseman - Vice presidente presidente delle operazioni del football – Catherine Raiche - Vice presidente dell'amministrazione del football – Jake Rosenberg - Vice presidente del personale dei giocatori – Andy Weidl - Consulente senior – Tom Donahoe - Dirigente del personale – David Caldwell - Dirigente del personale dei giocatori – T.J. McCreight - Direttore senior degli osservatori del college – Anthony Patch - Direttore degli osservatori del college – Alan Wolking - Assistente speciale del general manager – Connor Barwin Capo allenatore - Capo-allenatore – Nick Sirianni - Assistente c.a./running back – Jemal Singleton Altri allenatori - Vice presidente delle prestazioni dei giocatori – Ted Rath - Preparatore atletico – Fernando Noriega Allenatori dell'attacco - Coordinatore offensivo – Kellen Moore - Gioco sui passaggi – Kevin Patullo - Quarterbacks – Brian Johnson - Wide receiver – Aaron Moorehead - Tight end – Jason Michael - Gioco sulle corse/offensive line – Jeff Stoutland - Assistente offensive line – Roy Istvan - Controllo qualità attacco – T. J. Paganetti - Controllo qualità attacco – Alex Tanney Allenatori della difesa - Coordinatore difensivo – Vic Fangio - Defensive line – Tracy Rocker - Linebacker – Nick Rallis - Defensive back – Dennard Wilson - Assistente defensive back – D.K. McDonald - Controllo qualità difesa – Joe Kasper Allenatori dello special team - Coordinatore dello special team – Michael Clay - Assistente special team – Joe Pannunzio - Controllo qualità special team – Tyler Brown |

## Roster
| Roster dei Philadelphia Eagles |
| --- |
| Quarterback - 1 Jalen Hurts - 16 Tanner McKee - 7 Kenny Pickett Running Back - 26 Saquon Barkley - 14 Kenneth Gainwell - 28 Will Shipley Wide Receiver - 11 A.J. Brown - 80 Parris Campbell - 83 Jahan Dotson - 82 Ainias Smith - 6 DeVonta Smith - 89 Johnny Wilson Tight End - 81 Grant Calcaterra - 88 Dallas Goedert - 84 E.J. Jenkins Offensive Linemen - 77 Mekhi Becton RG - 69 Landon Dickerson LG - 74 Fred Johnson LT - 65 Lane Johnson RT - 51 Cam Jurgens C - 79 Trevor Keegan LG - 72 Darian Kinnard RT - 68 Jordan Mailata LT - 56 Tyler Steen RG - 64 Brett Toth G Defensive Linemen - 59 Thomas Booker DT - 98 Jalen Carter DT - 90 Jordan Davis DT - 55 Brandon Graham DE - 0 Bryce Huff DE - 97 Moro Ojomo DT - 93 Milton Williams DT Linebacker - 53 Zack Baun ILB - 42 Oren Burks ILB - 58 Jalyx Hunt OLB - 3 Nolan Smith OLB - 19 Josh Sweat OLB - 54 Jeremiah Trotter Jr. ILB Defensive Back - 32 Reed Blankenship FS - 21 Sydney Brown SS - 38 Lewis Cine FS - 33 Cooper DeJean CB - 8 C.J. Gardner-Johnson SS - 29 Avonte Maddox CB - 36 Tristin McCollum FS - 27 Quinyon Mitchell CB - 23 Eli Ricks CB - 22 Kelee Ringo CB - 34 Isaiah Rodgers CB - 2 Darius Slay CB Special Team - 4 Jake Elliott K - 49 Rick Lovato LS - 10 Braden Mann P Lista delle riserve - 24 James Bradberry CB (IR) - 73 Le'Raven Clark RT (IR) - 18 Britain Covey WR (IR-DRF) - 17 Nakobe Dean ILB (IR) - 75 Jack Driscoll - 61 Nick Gates C (IR) - -- Cameron Latu TE (Futures) - 47 C.J. Uzomah TE (IR-DRF) - 57 Ben VanSumeren ILB (IR) - 94 Byron Young DT (IR) Squadra di allenamento - 48 Khari Blasingame FB - 13 Ian Book QB - 46 Tariq Castro-Fields CB - 35 Ty Davis-Price RB - 52 Dallas Gant ILB - 41 Danny Gray WR - 96 Gabe Hall DT - 95 Charles Harris DE - 50 KJ Henry DE - 45 Ochaun Mathis OLB - 43 Nicholas Morrow ILB - 87 Nick Muse TE - 30 Parry Nickerson CB - 86 Kyle Philips WR - 31 Andre' Sam FS - 67 Laekin Vakalahi LT - 39 A.J. Woods CB Roster aggiornato al 9 febbraio 2025 53 attivi, 10 inattivi, 16 nella squadra di allenamento |
| Legenda - I rookie sono in corsivo. - Il primo ruolo è il principale mentre gli eventuali successivi indicano i ruoli secondari. - (IR) sta per Injured Reserve ed indica la lista ristretta per un solo giocatore infortunato che può tornare ad allenarsi dopo la settimana 6 e a rientrare in prima squadra dopo che questa ha giocato 8 partite. - (NF-Inj.) / (NF-Ill.) stanno rispettivamente per Non-Football Injured e Non-Football Illness ed indicano le liste dove viene inserito un giocatore che ha un infortunio o una malattia non dipendente dal football americano. - (PUP) sta per Physically Unable to Perform ed indica la lista dove viene inserito un giocatore mentre è in attesa di recuperare la condizione fisica. Nella stagione regolare dopo la sesta partita giocata dalla propria squadra, il giocatore ha tempo tre settimane per riprendere ad allenarsi, più tre settimane aggiuntive dal suo rientro agli allenamenti per rientrare in prima squadra. |

## Precampionato
Il 15 maggio 2024, insieme con il calendario della stagione regolare, furono annunciate le gare del precampionato.
| Precampionato |           |           |                        |           |        |                         |              |         |
| Settimana     | Data      | Ora (ET)  | Avversario             | Risultato | Record | Stadio                  | TV           | Sintesi |
| 1             | 9 agosto  | 7:30 p.m. | @ Baltimore Ravens     | V 16-13   | 1-0    | M&T Bank Stadium        | COZI (NBC)   | Sintesi |
| 2             | 15 agosto | 7:00 p.m. | @ New England Patriots | V 14-13   | 2-0    | Gillette Stadium        | NBC 10 (NBC) | Sintesi |
| 3             | 24 agosto | 1:00 p.m. | Minnesota Vikings      | S 3-26    | 2-1    | Lincoln Financial Field | NBC 10 (NBC) | Sintesi |

## Stagione regolare

### Calendario
Il calendario della stagione regolare fu reso noto il 15 maggio 2024. Data e orario della gara di settimana 18 furono definiti il 29 dicembre, subito dopo lo svolgimento del diciassettesimo turno.
| Stagione regolare |                    |                    |                           |                    |                    |                               |                    |                    |
| Settimana         | Data               | Ora (ET)           | Avversario                | Risultato          | Record             | Stadio                        | TV                 | Sintesi            |
| 1                 | 6 settembre        | 8:15 p.m.          | Green Bay Packers (I)     | V 34-29            | 1-0                | Arena Corinthians (San Paolo) | Peacock            | Sintesi            |
| 2                 | 16 settembre       | 8:15 p.m.          | Atlanta Falcons (M)       | S 21-22            | 1-1                | Lincoln Financial Field       | ESPN               | Sintesi            |
| 3                 | 22 settembre       | 1:00 p.m.          | @ New Orleans Saints      | V 15-12            | 2-1                | Caesars Superdome             | Fox                | Sintesi            |
| 4                 | 29 settembre       | 1:00 p.m.          | @ Tampa Bay Buccaneers    | S 16-33            | 2-2                | Raymond James Stadium         | Fox                | Sintesi            |
| 5                 | Settimana di pausa | Settimana di pausa | Settimana di pausa        | Settimana di pausa | Settimana di pausa | Settimana di pausa            | Settimana di pausa | Settimana di pausa |
| 6                 | 13 ottobre         | 1:00 p.m.          | Cleveland Browns          | V 20-16            | 3-2                | Lincoln Financial Field       | Fox                | Sintesi            |
| 7                 | 20 ottobre         | 1:00 p.m.          | @ New York Giants         | V 28-3             | 4-2                | MetLife Stadium               | Fox                | Sintesi            |
| 8                 | 27 ottobre         | 1:00 p.m.          | @ Cincinnati Bengals      | V 37-17            | 5-2                | Paycor Stadium                | Fox                | Sintesi            |
| 9                 | 3 novembre         | 4:05 p.m.          | Jacksonville Jaguars      | V 28-23            | 6-2                | Lincoln Financial Field       | NBC                | Sintesi            |
| 10                | 10 novembre        | 4:25 p.m.          | @ Dallas Cowboys          | V 34-6             | 7-2                | AT&T Stadium                  | CBS                | Sintesi            |
| 11                | 17 novembre        | 8:15 p.m.          | Washington Commanders (T) | V 26-18            | 8-2                | Lincoln Financial Field       | Prime Video        | Sintesi            |
| 12                | 24 novembre        | 8:20 p.m.          | @ Los Angeles Rams (S)    | V 37-20            | 9-2                | SoFi Stadium                  | NBC                | Sintesi            |
| 13                | 1º dicembre        | 4:25 p.m.          | @ Baltimore Ravens        | V 24-19            | 10-2               | M&T Bank Stadium              | CBS                | Sintesi            |
| 14                | 8 dicembre         | 1:00 p.m.          | Carolina Panthers         | V 22-16            | 11-2               | Lincoln Financial Field       | Fox                | Sintesi            |
| 15                | 15 dicembre        | 4:25 p.m.          | Pittsburgh Steelers       | V 27-13            | 12-2               | Lincoln Financial Field       | Fox                | Sintesi            |
| 16                | 22 dicembre        | 1:00 p.m.          | @ Washington Commanders   | S 33-36            | 12-3               | Northwest Stadium             | Fox                | Sintesi            |
| 17                | 29 dicembre        | 1:00 p.m.          | Dallas Cowboys            | V 41-7             | 13-3               | Lincoln Financial Field       | Fox                | Sintesi            |
| 18                | 5 gennaio          | 1:00 p.m.          | New York Giants           | V 20-13            | 14-3               | Lincoln Financial Field       | CBS                | Sintesi            |

Note:
- Gli avversari della propria division sono in grassetto.
- Il simbolo "@" indica una partita giocata in trasferta.
- (M) indica il Monday Night Football, (T) il Thursday Night Football, (S) il Sunday Night Football e (I) una partita delle NFL International Series.

## Play-off
Al termine della stagione regolare gli Eagles arrivarono primi nella NFC East con un record di 14 vittorie e 3 sconfitte, qualificandosi ai play-off come testa di serie (seed) numero 2. Con la vittoria nella gara delle Wild card su Green Bay avanzarono al Divisional play-off dove sconfissero i Los Angeles Rams. Nell'NFC Championship Game vinsero largamente su Washington, laureandosi campioni della NFC e accedendo così al Super Bowl LIX contro Kansas City, riproponendo così la sfida vista due anni prima al Super Bowl LVII.
| Play-off         |            |           |                           |           |        |                         |                |         |
| Turno            | Data       | Ora (ET)  | Avversario (seed)         | Risultato | Record | Stadio                  | TV             | Sintesi |
| Wild Card        | 12 gennaio | 4:30 p.m. | Green Bay Packers (7)     | V 22-10   | 1-0    | Lincoln Financial Field | Fox            | Sintesi |
| Divisional       | 19 gennaio | 3:00 p.m. | Los Angeles Rams (4)      | V 28-22   | 2-0    | Lincoln Financial Field | NBC/Peacock TV | Sintesi |
| NFC Championship | 26 gennaio | 3:00 p.m. | Washington Commanders (6) | V 55-23   | 3-0    | Lincoln Financial Field | Fox            | Sintesi |
| Super Bowl LIX   | 9 febbraio | 5:30 p.m. | Kansas City Chiefs (1)    | V 40-22   | 4-0    | Caesars Superdome       | Fox            | Sintesi |

## Premi
- Saquon Barkley:

giocatore offensivo dell'anno
- Jalen Hurts:

MVP del Super Bowl

### Premi settimanali e mensili
- Saquon Barkley:

giocatore offensivo della NFC della settimana 1
giocatore offensivo della NFC della settimana 7
giocatore offensivo della NFC della settimana 9
running back della settimana 9
giocatore offensivo della NFC della settimana 12
running back della settimana 12
giocatore offensivo della NFC del mese di novembre
- Zack Baun:

difensore della NFC della settimana 10
- Braden Mann:

giocatore degli special team della NFC della settimana 13
- C.J. Gardner-Johnson:

difensore della NFC della settimana 17